# Idaea rhodogrammaria
Idaea rhodogrammaria är en fjärilsart som beskrevs av Rudolf Püngeler 1913. Idaea rhodogrammaria ingår i släktet Idaea och familjen mätare. Inga underarter finns listade i Catalogue of Life.